# Lloyd Alexander
Lloyd Chudley Alexander (n. 30 ianuarie 1924 – d. 17 mai 2007) a fost un scriitor american, autor a peste patruzeci de cărți, în majoritatea lor romane fantastice pentru copii și adolescenți, dar și câteva cărți pentru adulți.
De-a lungul carierei sale de șapte decenii, Alexander a scris 48 de cărți, iar opera sa a fost tradusă în 20 de limbi. 
Cea mai faimoasă lucrare a sa este The Chronicles of Prydain, o serie de cinci romane fantastice din care ultimul, The High King, a primit în 1969 Medalia Newbery pentru excelență în literatura americană pentru copii. A câștigat Premiul național de carte din SUA în 1971 și 1982. 
Alexander a crescut în Pennsylvania în timpul Marii Crize Economice. A dezvoltat o pasiune pentru lectură și pentru scrierea poeziilor. A urmat facultatea un singur trimestru, crezând că studiile nu aveau să-l mai învețe nimic. S-a înrolat în Armata Statelor Unite ale Americii unde a obținut gradul de sergent în serviciile de informații și contra-informații.
Și-a cunoscut soția în timp ce era stabilit în Franța și a studiat literatura franceză la Universitatea din Paris. După ce s-a întors în Statele Unite cu noua familie, s-a străduit să-și câștige existența din scris până când a publicat And Let the Credit Go (1955), primul său roman autobiografic. 
Interesul său pentru mitologia galeză a dus la publicarea seriei sale The Chronicles of Prydain. 
Alexander a fost nominalizat de două ori la premiul internațional Hans Christian Andersen și, în 1971, a primit Premiul Național de Carte pentru The Marvelous Misadventures of Sebastian, iar în 1982 a primit Premiul Național pentru Carte pentru Westmark. 
Alexander a primit trei premii pentru întreaga operă, înainte de moartea sa, în 2007. Biblioteca Harold B. Lee de la Universitatea Brigham Young conține o expoziție permanentă a autorului, care prezintă mai multe articole din spațiul său de acasă, inclusiv biroul său, mașina de scris și manuscrisele și edițiile cărților sale.

## Tinerețea și studiile
Lloyd Alexander s-a născut în Philadelphia pe 30 ianuarie 1924, fiul Ednei (născută Chudley) și al lui Alan Audley Alexander,și a crescut în Drexel Hill, Pennsylvania, cartie din Upper Darby, chiar la vest de Philadephia. A avut o soră mai mare, Florence. Părinții lui citeau doar ziare, dar au cumpărat și cărți „de la Armata Salvării pentru a umple rafturile goale.” A învățat singur să citească, în jurul vârstei de patru ani, și a sărit peste clasele I-a și a II-a la o școală privată Quaker. El și prietenii lui se jucau de-a războiul, folosind în jocurile lor uniforme din Primul Război Mondial. După ce tatăl său, Alan, un agent de bursă, a intrat în faliment în urma crahului de la Bursa din  Wall Street din 1929, Alexander a urmat școala publică, unde a sărit încă o altă clasă, intrând în clasa a VII-a la vârsta de nouă ani. Alexander a citit Shakespeare, Dickens, Mark Twain și mituri, în special pe legendele despre Regele Arthur. Pe lângă faptul că era interesat de artă, la vârsta de treisprezece ani Alexander a vrut să devină preot în Biserica Eposcopaliană. Cu toate acestea, familia sa nu și-a putut permite să-l trimită la școala teologică. Pasionat de scris, Alexander credea că poate predica și se poate dedica lui Dumnezeu prin scrisul și arta sa. În liceu, a început să scrie poezie romantică după modelul lucrărilor poeților din secolul al XIX-lea și să scrie proze scurte, dar nu a reușit să atragă interesul editurilor. Părinții i-au găsit un loc de muncă pe post de curier bancar, ceea ce a inspirat o satira care avea să devină prima sa carte publicată cincisprezece ani mai târziu, And Let the Credit Go (1955). 
A absolvit la vârsta de șaisprezece ani, în 1940, Liceul Upper Darby, unde a fost inclus în Wall of Fame al școlii în 1995. A urmat cursurile West Chester State Teachers College, pe care l-a abandonat după primul semestru, deoarece nu a considerat programa de studii suficient de riguroasă. După ce a abandonat facultatea, Alexander a lucrat timp de șase luni în departamentul de triere a corespondenței din cadrul Atlantic Refining Company. Alexander a decis că aventura era o școală mai bună pentru un scriitor decât o facultate și s-a înrolat în armata SUA în timpul celui de-al Doilea Război Mondial. S-a dovedit a fi neîndemânatic cu armamentul pentru a fi trimis pe front, iar vederea sângelui l-a făcut să leșine, făcându-l inapt să lucreze ca sanitar. Fără experiență muzicală anterioară, a cântat pentru scurt timp la chimvale într-o fanfară din Texas. La scurt timp după aceea a fost transferat pentru a servi ca asistent de capelan. A avut ocazia să studieze limba franceză, politica, obiceiurile și geografia la Colegiul Lafayette prin intermediul armatei. Mai târziu a fost mutat în Camp Ritchie, Maryland, pentru a primi o instruire specializată în informații în cadrul Corpului de Informații și Contrainformații al Armatei Statelor Unite. Acolo a întâlnit veterani de război, savanți, refugiați și membri ai tribului Cherokee. A ajuns să fie sergent în cadrul serviciului de informații. Alexander a fost staționat în Țara Galilor și Anglia pentru scurt timp și apoi a fost repartizat armatei a 7-a din estul Franței, unde a tradus mesaje radio timp de șase luni. Următoarea lui misiune a fost pentru biroul din Paris al Corpului de Contrainformații (CIC), unde a lucrat ca traducător și interpret până la sfârșitul anului 1945.[22] 
După război, Alexander a urmat Universitatea din Paris unde a studiat literatura franceză și unde a descoperit poezia lui Paul Éluard. Alexander l-a sunat pe Éluard la telefon și, ulterior, i-a arătat traducerile în engleză ale operei sale. Éluard l-a numit imediat pe Alexander singurul său traducător de engleză. Alexander a contactat-o și pe Gertrude Stein, care l-a sfătuit că a deveni scriitor este un proces dificil și descurajant. La Paris a cunoscut-o pe Janine Denni, care avea o fiică mică pe nume Madeleine. Alexander și Denni s-au căsătorit pe 8 ianuarie 1946 și s-au mutat curând în Philadelphia. Cei trei s-au mutat în podul casei părinților săi, unde Alexander își petrecea douăsprezece ore pe zi traducând lucrările lui Éluard și scriind propriile sale lucrări.

## Cariera scriitoricească
Timp de aproximativ cincisprezece ani, în Philadelphia, Alexander a scris în principal ficțiune, non-ficțiune și traduceri pentru adulți. Căutând cu disperare o slujbă, Alexander a lucrat ca ucenic de olar pentru sora lui. La sfârșitul anului 1948, Alexander a început să scrie o mesaje publicitare și a început să primească drepturi de autor pentru traducerile sale, ceea ce l-a determinat să cumpere o casă pentru familia sa în Kellytown. Cu toate acestea, și-a pierdut slujba după trei luni, solicitând soției sale să se angajeze într-o fabrică de textile. Alexander a continuat să scrie cu încăpățânare, deși niciun editor nu i-a cumpărat romanele timp de șapte ani. Una din povestirile sale, The Fantastic Symphony (1949), a fost publicat în New Directions Annual. E vorba despre o povestire suprarealistă inspirată din notele lui Berlioz despre Simfonia fantastică. Consacrarea lui Alexander a venit cu romanul său And Let the Credit Go (1955), prima sa lucrare autobiografică în care s-a concentrat pe experiența de curier bancar din adolescența sa. El a scris cel de-al doilea roman, My Five Tigers (1956), despre pisicile sale, continuând tendința de a scrie despre subiecte familiare. A găsit de lucru ca redactor și caricaturist unde și-a terminat ultimele patru proze pentru adulți. A scris două romane semi-autobiografice: Janine is French (1959) și My Love Affair with Music (1960). Alexander a fost coautor al lui Park Avenue Vet (1960) împreună cu Louis Camuti, un medic veterinar specializat în tratarea pisicilor. Societatea Americană pentru Prevenirea cruzimii față de animale le-a comandat ulterior povestea, pe care Alexander a scris-o sub numele de Fifty Years in the Doghouse (1964). În acea perioadă, a scris două cărți de non-ficțiune pentru copii, biografii pentru August Bondi și Aaron Lopez comandat de Jewish Publication Society, prima dintre care a câștigat Premiul Național pentru Cartea Evreiască în 1959. Romanul următor al lui Alexander a fost primul său din genul fantastic: Time Cat (1963). Mai târziu a numit-o „cea mai creativă și eliberatoare experiență din viața mea”. Romanul își imaginează o pisică în stare să-și viziteze celelalte vieți. Fifty Years in the Doghouse (1964; retipărit ca Send for Ryan) a relatează modul în care William Michael Ryan a salvat animale ca parte a slujbei sale ca agent special pentru ASPCA.
În vârstă de aproape patruzeci de ani, s-a specializat apoi în fantezie pentru copii, genul celor mai cunoscute lucrări ale sale. În timpul serviciului militar din Țara Galilor a descoperit castele și peisaje care au inspirat decoruri pentru multe dintre cărțile sale. Alexander a fost deosebit de fascinat de mitologia galeză, în special de Mabinogion. Intriga pentru Cartea celor trei se bazează pe un fragment din Arheologia Myvyriană. Alexander a semnat un contract de carte cu Henry Holt and Company pentru o trilogie numită Fiii lui Llyr. Alexander s-a opus simplificării numelor galeze, afirmând că acestea redau cărții o anumită dispoziție și o anumită stranietate. După lansarea primului roman, Cartea celor trei (1964), seria a devenit cunoscută sub numele de Cronicile lui Prydain. A doua carte a seriei, The Black Cauldron, a urmat în 1965. După ce a început cea de-a treia carte, The Castle of Llyr (1966), Alexander a decis că povestea trebuie spusă în patru cărți, nu în trei, și și-a planificat al patrulea și ultimul roman The High King of Prydain. În acest timp, a lucrat și la Delaware Valley Anouncer ca editor asociat. După ce a avut o experiență aproape de moarte, Alexander a terminat în grabă The High King, îngrijorat că nu va putea să-și termine saga. Cu toate acestea, editorul său, Ann Durell, i-a sugerat să scrie o a patra carte între Castelul lui Llyr și The High King (1968). Această carte a devenit Taran Wanderer (1967). Cele cinci romane detaliază aventurile unui tânăr pe nume Taran, care visează să fie un erou purtător de sabie, dar are doar titlul de Asistent Păstrator de porci. El progresează de la tinerețe la maturitate și trebuie să aleagă, în sfârșit, dacă să fie Înalt Rege al Prydain. Alexander a scris, de asemenea, două cărți spin-off pentru copii din seria Prydain Coll and His White Pig (1965) și The Truthful Harp (1967). Alexander a câștigat medalia Newbery pentru The High King în 1969.
Romanul The Marvelous Misadventures of Sebastian (1970) a fost respins după prima încercare de publicare, iar Alexander l-a rescris de trei ori înainte de a fi tipărit. A câștigat National Book Award în 1971. A publicat două cărți ilustrate: The King's Fountain (1971) la care a colaborat cu autorul Ezra Jack Keats, și The Four Donkeys (1972). A scris romanul The Cat Who Wished to be a Man în 1973. În același an, Alexander a publicat The Foundling: And Other Tales of Prydain, o carte însoțitoare a seriei Prydain. După succesul lui Prydain, Alexander a fost scriitor angajat la Universitatea Temple din 1970 până în 1974. A descris această experiență ca fiind educativă pentru el. „Mai degrabă mă simțeam ca un unchi în vizită, care se distrează cu nepoții și nepoatele lui, apoi pleacă lăsând părinții să facă față atacurilor de tuse convulsivă, să cârpească șosetele și să-și oblige copiii să-și facă ordine în camerele lor.” Alexander a scris The Wizard in the Tree în timp ce traversa o perioadă depresivă și l-a publicat în 1975. Personajul Arbican era inspirat din viața lui Alexander și din luptele sale interioare. În 1977, Alexander a publicat The Town Cats, care a avut parte de o întâmpinare critică mai favorabilă decât avusese The Wizard in the Tree. Următoarea sa carte, The First Two Lives of Lukas-Kasha, plasată într-o lume fantastică inspirată din Persia secolului al XV-lea, a fost publicată în 1978. A câștigat Silver Slate Pencil Award în Olanda și Austrian Book Award în Austria.
Alte serii de ficțiune ale lui Alexander sunt Westmark (1981-1984) și Vesper Holly (1987-1990 și 2005). Westmark îl înfățișează pe un fost ucenic tipograf implicat într-o rebeliune și într-un război civil dintr-un regat european fictiv, undeva în jurul anului 1800. Vesper Holly este povestea unui orfan bogat și genial din Philadelphia, care are aventuri în diferite țări fictive în anii 1870. Au existat unele controverse cu privire la The Fortune-Tellers (1992), o carte ilustrată de Trina Schart Hyman. Unii au considerat că povestea este de origine europeană și, prin urmare, nepotrivită pentru decorul său african. Ultimul roman al lui Alexander, Visul de aur al lui Carlo Chuchio, a fost publicat în august 2007.
Alexander a contribuit la crearea revistei literare pentru copii Cricket și a făcut parte din consiliul său editorial. A făcut parte din comitetul bibliotecii World Book Encyclopedia în 1974 și în consiliul de administrație al Friends of the International Board on Books for Young People în 1982. Alexander a avut un program de lucru riguros, trezindu-se la ora 4 dimineața și lucrând până după-amiaza târziu, apoi savurând singura masă împreună cu soția sa. A ținut la această rutină chiar și atunci când nu se simțea inspirat, afirmând că nu se poate baza doar pe inspirație. A corespondat cu fanii săi, care uneori l-au vizitat acasă. Alexander a murit pe 17 mai 2007, de cancer, la câteva săptămâni după moartea soției sale, în vârstă de șaizeci și unu de ani. Fiica sa vitregă, Madeleine Khalil, decedase înainte, în 1995. I-au rămas cinci nepoți vitregi și cei cinci strănepoți vitregi. Este înmormântat la cimitirul Arlington din Drexel Hill. 

## Teme și stiluri
The Prydain Chronicles sunt plasate într-o lume fantastică care are multe în comun cu folclorul și mitologia galeză. Criticii au numit cronicile „unul dintre cele mai importante și convingătoare exemple de mitopoeza galeză de până acum”. Conform Dictionary of Literary Biography, cărțile lui Alexander au „profunzimea și înțelegerea deosebită oferite de personaje care nu numai că acționează, ci gândesc, simt și se luptă cu aceleași tipuri de probleme care preocupă oamenii în secolul al XX-lea”. Exegeții susțin că Alexander și-a luat prea multe libertăți cu bordrea textelor sale, creând lucrări care sunt „prea contemporane”. Alexander și-a descris propriile scrieri ca fiind bazate pe mituri, dar scrise cu experiența sa personală de viață sau „micromitologie”. C.W. Sullivan, profesor de mitologie nord-europeană la Universitatea East Carolina, a declarat că Alexander a preluat structura unui basm pe care a grefat accente și detalii galeze.Brian Attebery a scris despre The Book of Three că a fost „nimic altceva decât o imitație inteligentă a lui Tolkien”, dar a remarcat că Taran, personaj creat de un american, își găsește identitatea în viitor și nu în trecut. Attebery a descris mitopoeismul lui Alexander ca un succes „modest” în ceea ce privește contribuția sa în mitologia galeză. Mark Oziewicz, profesor specializat în tantastic pentru tineret, a scris că The Prydain Chronicles arată importanța conectării prezentului cu trecutul. Taran învață direct importanța poveștilor atunci când întâlnește oameni din povești, care adesea nu sunt deloc așa cum și-a imaginat. De-a lungul seriei, el trebuie să aibă încredere în cunoștințele personajelor cu autoritate atunci când preia misiuni pe care nu le înțelege inițial. Transformarea treptată a lui Prydain de la magic la lumesc reflectă maturizarea lui Taran. Biograful lui Alexander, Jill May, împreună cu criticul Normal Bagnall, au remarcat câteva teme americane din seria Prydain: autoritatea este o abilitate câștigată și nu moștenită și că oricine poate deveni un erou. Bagnall a elucidat în continuare că dezvoltarea personajului Taran este una de tip american, acesta devenind dintr-un adolescent incoerent într-un adult autoeducat și altruist.[66] În contrast, Kath Filmer-Davies de la Universitatea din Queensland susține că spiritul galez din Prydain justifică în mare parte atractivitatea seriei. Ea a remarcat că, în cultura galeză, cunoștințele și naționalismul lui Taran sunt mai importante decât originea sa comună.
Lucrările lui Alexander sunt, de obicei, romane de maturitate în decoruri fantastice în care personajele îndeplinesc misiuni. Personajele principale sunt oameni obișnuiți care se întorc la viața lor obișnuită după aventurile lor. În timp ce decorurile sunt inspirate din basme și legende, poveștile sale sunt moderne. Acceptarea de sine și conștientizarea sunt vitale pentru ca protagoniștii să capete consistență. Prozele lui Alexander sunt fundamental optimiste cu privire la natura umană, cu finaluri mai degrabă pline de speranță decât tragice. El a afirmat că, în lumea sa fantastică, „binele este în cele din urmă mai puternic decât răul” și „curajul, dreptatea, dragostea și mila funcționează de fapt”. The Prydain Chronicles tratează teme ale binelui și răului și ce înseamnă a fi un erou. The Westmark Trilogy explorează, de asemenea, binele și răul și arată cum conducerea coruptă poate duce la tulburări și revoluții. Personajul principal, Mickle, se alătură cu reticență în armată într-un război neașteptat, răsturnând oarecum imaginea eroismul tipic. Cărțile sunt povești de aventuri, atrăgătoare și care pun pe tapet probleme etice, aprecia Hazel Rochman în School Library Journal. Scriind la The Horn Book, Mary M. Burns a declarat că The Illyrian Adventure este excelentă deoarece e credibilă, deși e vorba despre o fantezie. Alexander însuși a remarcat că „propriile sale preocupări și întrebări” sunt prezente în ficțiunea sa. El a folosit în mod conștient poveștile fantastice ca o modalitate de a înțelege realitatea.
Alexander s-a străduit să creeze personaje feminine care au fost mai mult decât un trofeu pasiv pentru erou. Rodney Fierce, profesor de istorie, analizează personajul Eilonwy din cele cinci cărți ale seriei The Prydain Chronicles. În timp ce ea este independentă și asertivă în The Book of Three, alte personaje dezaprobă aventura ei în The High King ca lipsită de feminitate, acestea respingând în mod constant sfaturile ei utile. Taran este atras de ea doar atunci aceasta când poartă haine feminine elegante, în timp ce sentimentele ei nu sunt influențate de hainele modeste ale lui Taran. În The Castle of Llyr, Taran îi poruncește acesteia să nu părăsească castelul fără să explice de ce, inducând cititorilor ideea că atitudinea lui de control este una nobilă. Secretul lui este vital doar pentru a face din Eilonwy o victimă neajutorată, care la rândul său îi va permite lui Taran să o salveze. Luptându-se cu vrăjitoarea care-i cucerise casa strămoșească, Eilonwy o distruge atât pe aceasta cât și castelul. După distrugerea castelului străbun, dorința lui Eilonwy este de a se căsători cu Taran, chiar dacă acesta decide că ar prefera să rămână în Prydain decât să fie cu ea. Eilonwy renunță la puterea ei magică tocmai pentru a rămâne cu Taran în Prydain. Fierce ajunge la concluzia că, spre deosebire de alte femei din ficțiunea fantastică, cel puțin Eilonwy a luat singură decizia de a-și pierde puterile magice. Sullivan a remarcat cum ascensiunea lui Taran la putere simbolizează o „vârstă a dominației masculine”, contrastând cu vârsta anterioară a femeilor la putere din Prydain. În 1985, Lois Kuznets a susținut că The Prydain Chronicles nu reflectă idealurile americane, deoarece Taran devine mai degrabă un rege decât un președinte, iar Eilonwy nu „atinge feminitatea”. Biograful lui Alexander, Jill May, a respins acest argument, afirmând că atunci când Alexander a scris cărțile, în anii 1960, publicul său tocmai începea să accepte ideile feministe, iar lucrările sale trebuie luate în considerare în contextul lor istoric. Criticului John Rowe Townsend nu i-au plăcut personajele „bidimensionale” și „previzibile” ale lui Taran și Eilonwy.
Mai mulți critici au comentat stilul scriitoricesc al lui Alexander. Într-o recenzie, Ethel L. Heins a declarat că scrisul lui Alexander este unul „elegant, spiritual [și] frumos ritmat”. Recenzenții au lăudat scenele de acțiune din The Prydain Chronicles, declarând că au reușit să atragă cititorii fără detalii îngrozitoare. Jill P. May, a declarat că proza lui se schimbă în funcție de scopul lucrării sale. În timp ce stilul său fantastic a fost comparat cu J.R.R. Tolkien și C.S. Lewis, scrierile sale ulterioare au un stil complet diferit. Prima sa lucrare pentru copii, o biografie a unui luptător evreu pentru libertate, August Bondi, a avut puține dialoguri, poate într-un efort de a fi fidel surselor istorice. Alexander a scris o altă biografie pentru Jewish Publication Society despre Aaron Lopez. În absența unor surse istorice detaliate, Alexander a ficționalizat mai multe evenimente în această lucrare, atitudinile ficționale ale lui Lopez oglindindu-le pe ale lui Alexander.

## Premii și distincții
Prima apreciere semnificativă din partea criticii a fost aferită seriei The Chronicles of Prydain. Al doilea volum (The Black Cauldron) a ajuns pe locul secund în cursa pentru pentru Newbery Medal din 1966; al patrulea volum (Taran Wanderer) a fost desemnată cea mai bună carte a anului de către School Library Journal; al cincilea și ultimul volum (The High King) a câștigat Newbery Medal în 1969. Alexander a fost inclus în al treilea volum din 1972 al indexului H. W. Wilson Inc., Book of Junior Authors and Illustrators — pentru începutul carierei sale de scriitor pentru copii, dar după ce Prydain a fost complet. Pentru contribuția sa ca scriitor pentru copii, Alexander a fost nominalizat în SUA în 1996 și din nou în 2008 pentru premiul bienal internațional Hans Christian Andersen, cea mai înaltă recunoaștere disponibilă pentru creatorii de cărți pentru copii. Multe dintre cărțile ulterioare ale lui Alexander au primit premii. The Marvelous Misadventures of Sebastian a câștigat în 1971 National Book Award la categoria Cărți pentru copii și în 1982 Westmark a câștigat National Book Award. The Fortune-Tellers, ilustrat de Trina Schart Hyman, a câștigat în 1992 Boston Globe–Horn Book Award la categoria Picture Book. American Library Association a selectat The Beggar Queen drept una dintre cele mai bune cărți pentru tineret în 1984, iar The Illyrian Adventure drept „carte notabilă” în 1986. A primit cel puțin trei premii pentru întreaga operă. În 1991, Free Library of Philadelphia și Pennsylvania Center for the Book i-au acordat Premiul Pennbook pentru întreaga carieră.[87] În 2001 a primit premiul inaugural Parents' Choice Foundation Lifetime Achievement Award. În 2003, Alexander a primit premiul World Fantasy Award for Life Achievement.
Pe 28 ianuarie 2010, o expoziție a fost deschisă la Biblioteca Harold B. Lee din campusul Universității Brigham Young, afișând mai multe articole din biroul de acasă al lui Alexander. Elementele includ manuscrise, ediții ale tuturor cărților sale, vioara, mașina de scris și biroul său. Pe 19 octombrie 2012, a fost lansat un documentar care descrie viața și scrierile lui Alexander. Filmul se intitulează „Lloyd Alexander”. Pe 23 septembrie 2014, pentru a marca cea de-a cincizecea aniversare a seriei, Henry Holt a publicat o „Ediție specială pentru 50 de ani” din The Book of Three.

## Lucrări (selecție)

### The Chronicles of Prydain
- The Book of Three (1964)
- The Black Cauldron (1965) - a câștigat în 1966 Newbery Honor
- The Castle of Llyr (1966)
- Taran Wanderer (1967)
- The High King (1968) - a câștigat în 1969 Newbery Medal
- The Foundling and Other Tales from Prydain (1970)

### TrilogiaWestmark
- Westmark (1981)
- The Kestrel (1982)
- The Beggar Queen (1984)

### SeriaVesper Holly
- The Illyrian Adventure (1986)
- The El Dorado Adventure (1987)
- The Drackenberg Adventure  (1988)
- The Jedera Adventure (1989)
- The Philadelphia Adventure (1990)
- The Xanadu Adventure (2005)

### Ciclul Taran of Prydain
- Cool and His White Pig (1965)
- Taran Wanderer (1967)
- The Truthful Harp (1967)
- The High King (1973)

### Altele
- And Let the Credit Go (1955) (prima carte publicată)
- My Five Tigers (1956)
- August Bondi: Border Hawk (1958)
- Janine (my wife, that is) is French (1960)
- Aaron Lopez: The Flagship Hope (1960)
- Fifty Years in the Doghouse (1963)
- Time Cat: The Remarkable Journeys of Jason And Gareth (1963)
- The Truthful Harp (1967)
- The Marvelous Misadventures of Sebastian (1970)
- The King's Fountain (1971)
- The Four Donkeys (1972)
- The Cat Who Wished to Be a Man (1973)
- The Wizard in the Tree (1974)
- The Town Cats and Other Tales  (1977)
- The First Two Lives of Lukas-Kasha (1978)
- The Remarkable Journey of Prince Jen (1991)
- The Fortune-Tellers (1992)
- The Arkadians (1995)
- The House Gobbaleen (1995)
- The Iron Ring (1997)
- Gypsy Rizka (1999)
- How the Cat Swallowed Thunder (2000)
- The Gawgon and the Boy (2001)  (titlu britanic: The Fantastical Adventures of the Invisible Boy)
- The Rope Trick (2002)
- Dream-of-Jade: The Emperor's Cat (2005)
- The Golden Dream of Carlo Chuchio (2007)